# Struktura organizacyjna 1 Drezdeńskiego Korpusu Pancernego w 1945
Ordre de Bataille 1 Korpusu Pancernego LWP – struktura organizacyjna 1 Drezdeńskiego Korpusu Pancernego.

## Struktura ogólna
- Dowództwo 1 Drezdeńskiego Korpusu Pancernego według etatu Nr 010/418
- 2 Sudecka Brygada Pancerna według etatów Nr 010/500-010/506
- 3 Drezdeńska Brygada Pancerna według etatów Nr 010/500-010/506
- 4 Drezdeńska Brygada Pancerna według etatów Nr 010/500-010/506
- 1 Brygada Piechoty Zmotoryzowanej według etatów Nr 010/420, 010/431 i 010/451
- 2 pułk moździerzy według etatu Nr 010/540
- 24 Drezdeński pułk artylerii pancernej (SU-85) według etatu Nr 010/462
- 25 Drezdeński pułk artylerii pancernej (ISU-122) według etatu Nr 010/461
- 26 Rothenburski pułk artylerii przeciwlotniczej według etatu Nr 010/452
- 27 Drezdeński pułk artylerii pancernej (SU-76) według etatu Nr 010/484
- 1 dywizjon artylerii rakietowej według etatu Nr 010/514[1]
- 2 batalion rozpoznawczy według etatu Nr 010/487
- 6 samodzielny batalion łączności według etatu Nr 010/419
- Klucz samolotów łącznikowych (łączności)
- 7 samodzielny batalion medyczno-sanitarny według etatu Nr 010/566
- 15 samodzielny batalion saperów według etatu Nr 010/562
- 9 samodzielna kompania dowozu MPS według etatu Nr 010/388-A
- 10 samodzielna kompania obrony przeciwchemicznej według etatu Nr 010/563
- 12 Piekarnia Polowa według etatu Nr 010/95
- 14 Ruchoma Baza Remontu Czołgów według etatu Nr 026/131
- 15 Ruchoma Baza Remontu Samochodów według etatu Nr 026/132
- 16 Ruchomy Warsztat Mundurowy według etatu Nr 04/215
- 17 Artyleryjskie Warsztaty Remontowe według etatu Nr 010/513 (17 Warsztat Remontu Uzbrojenia)
- 1876 Polowa Kasa Banku Państwowego według etatu Nr 04/16
- 3050 Wojskowa Stacja Pocztowa według etatu Nr 010/97-A
- Punkt Rozdzielczy Korpusu według etatu Nr 010/486

Poza strukturą korpusu pozostawały:
- Oddział Informacji 1 Korpusu Pancernego
- Wojskowy Sąd Polowy 1 Korpusu Pancernego według etatu Nr 04/200 (od 2 IX 1944 - etat Nr OSW/10)
- Prokuratura 1 Korpusu Pancernego

## Organizacja brygady pancernej

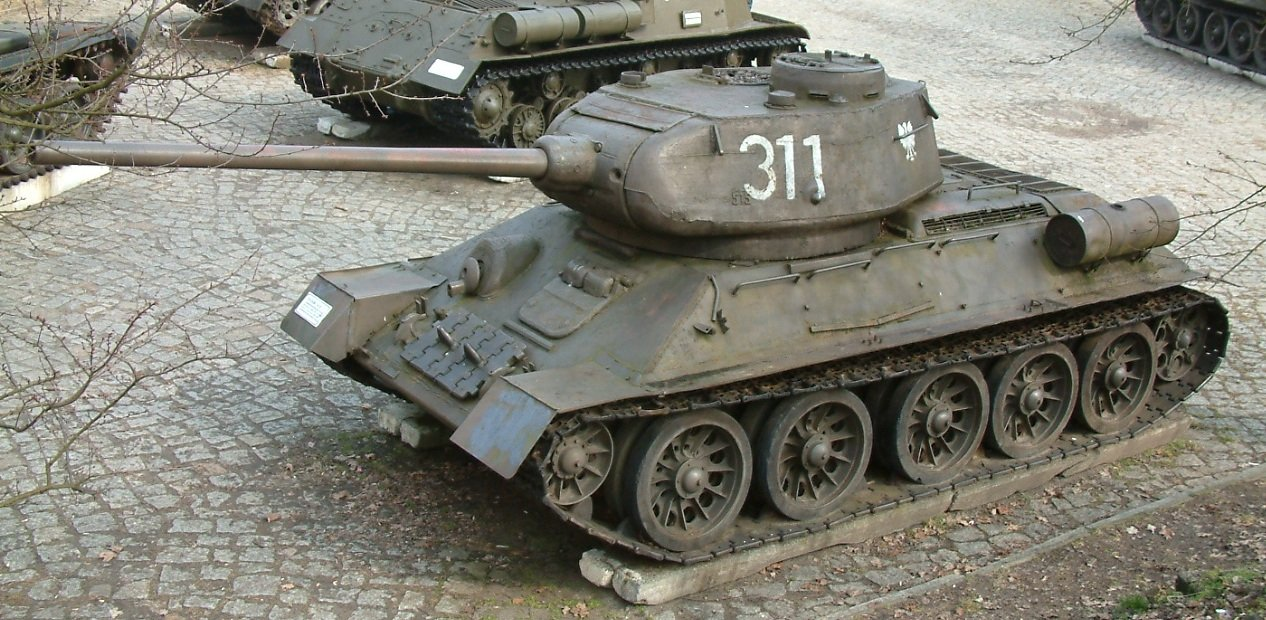
Czołg podstawowy korpusu T-34/85

- dowództwo brygady pancernej według etatu Nr 010/500 (ros. Управление бригады)
- 1 batalion czołgów według etatu Nr 010/501 (ros. Отдельный танковый батальон)
- 2 batalion czołgów według etatu Nr 010/501
- 3 batalion czołgów według etatu Nr 010/501
- batalion piechoty zmotoryzowanej według etatu Nr 010/502 (ros. Моторизованный батальон автоматчиков)
- kompania przeciwlotniczych karabinów maszynowych (ros. Зенитно-пулеметная рота)
- kompania dowodzenia według etatu Nr 010/504 (ros. Рота управления)
- kompania technicznego zabezpieczenia według etatu Nr 010/505 (ros. Рота технического обеспечения)
- pluton sanitarny według etatu Nr 010/506 (ros. Медсанвзвод)

Każdy z trzech 3 bataliony czołgów składał się z plutonu dowodzenia, dwóch kompanii czołgów, plutonu zabezpieczenia bojowego, plutonu sanitarnego i drużyny gospodarczej. Stan etatowy batalionu liczył 175 żołnierzy, w tym co najmniej 45 oficerów, 39 podoficerów i 40 szeregowych. Batalion uzbrojony był w 21 czołgów, 16 samochodów, w tym 5 specjalnych i 2 radiostacje.
Batalion piechoty zmotoryzowanej składał się z dwóch kompanii fizylierów, kompanii desantu czołgowego, baterii przeciwpancernej, kompanii moździerzy i kompanii rusznic przeciwpancernych. Stan etatowy batalionu liczył 495 żołnierzy, w tym 45 oficerów, 149 podoficerów, 301 szeregowych. Baon posiadał 16 samochodów, 1 motocykl i 5 radiostacji.
W skład kompanii dowodzenia wchodziło pięć plutonów: łączności, zwiadu, saperów, ubezpieczenia i regulacji ruchu oraz zaopatrzenia. Komapnia liczyła 125 żołnierzy, w tym 11 oficerów, 46 podoficerów i 68 szeregowych. Na uzbrojeniu i wyposażeniu kompanii znajdowały się dwa czołgi T-34 (w plutonie łączności), trzy transportery opancerzone (w plutonie zwiadu), 10 samochodów, 4 motocykle i 5 radistacji.
Kompania przeciwlotniczych karabinów maszynowych składała się z trzech plutonów. Liczyła 52 żołnierzy, w tym 5 oficerów, 26 podoficerów i 21 szeregowych. Posiadała sześć lekkich przeciwlotniczych dział samobieżnych M 17, 2 samochody i jedną radiostację.
W skład kompanii technicznego zabezpieczenia wchodziły cztery plutony: remontu maszyn bojowych, robót specjalnych, dowozu amunicji, dowozu mps, żywności i części zapasowych oraz drużyna gospodarcza. Kompania liczyła 115 żołnierzy, w tym 20 oficerów, 54 podoficerów i 41 szeregowych. Posiadała 25 samochodów i 1 motocykl.
W skład plutonu sanitarnego wchodziły dwie drużyny: medyczna i transportowa. Pluton liczył 14 żołnierzy. Posiadał trzy samochody.
Stan etatowy brygady liczył 1346 żołnierzy, w tym 253 oficerów, 502 podoficerów i 591 szeregowych.
Brygada uzbrojona była etatowo w 65 czołgów T-34, sześć lekkich przeciwlotniczych dział samobieżnych M 17, sześć transporterów opancerzonych, 4 armaty 57 mm, 6 moździerzy 82 mm, 18 rusznic ppanc, 4 ckm, 31 rkm, 166 samochodów, 13 motocykli, 14 radistacji.

## Organizacja brygady piechoty zmotoryzowanej
- dowództwo, sztab

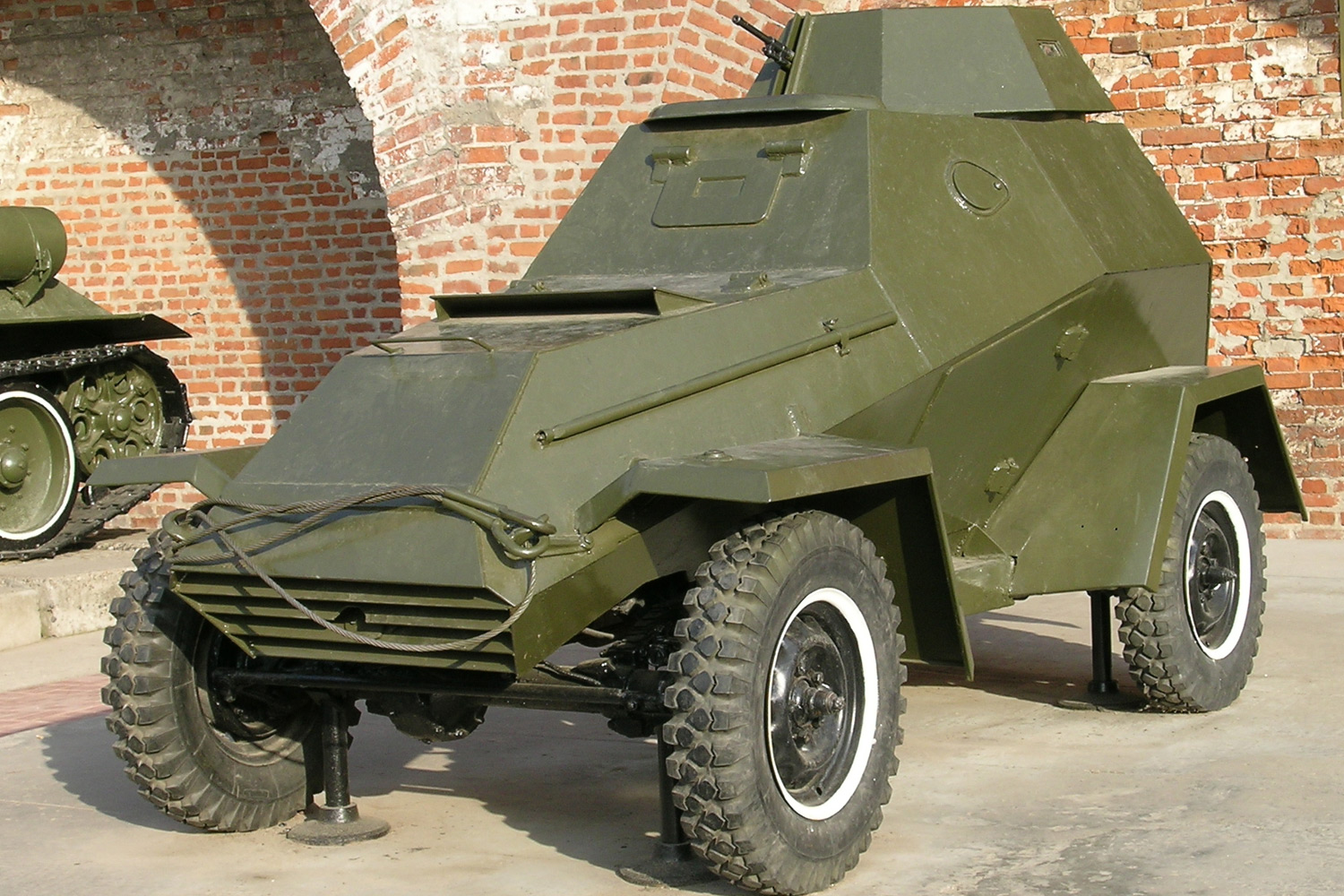
Samochód pancerny BA-64

- 3 x bataliony piechoty zmotoryzowanej
  - 3 kompanie piechoty
  - kompania ckm
  - kompania rusznic ppanc
  - kompania moździerzy
  - bateria ppanc
- batalion moździerzy
- dywizjon artylerii lekkiej
- kompania dowodzenia
- kompania plot km
- kompania rusznic ppanc
- kompania saperów
- kompania techniczna
- kompania samochodowa

Razem w brygadzie
3.404 żołnierzy (w tym 340 oficerów, 885 podoficerów, 2081 szeregowych)
14 transporterów opanc, 7 samochodów panc BA-64, 12 armat 45mm, 12 armat 76,2mm, 30 moździerzy 82, 6 moździerzy 120mm, 91 rusznic ppanc, 16 wkm, 172 rkm i ckm, 205 samochodów, 5 motocykli, 28 radiostacji

## Organizacja pułku artylerii samobieżnej (pancernej) SU-85

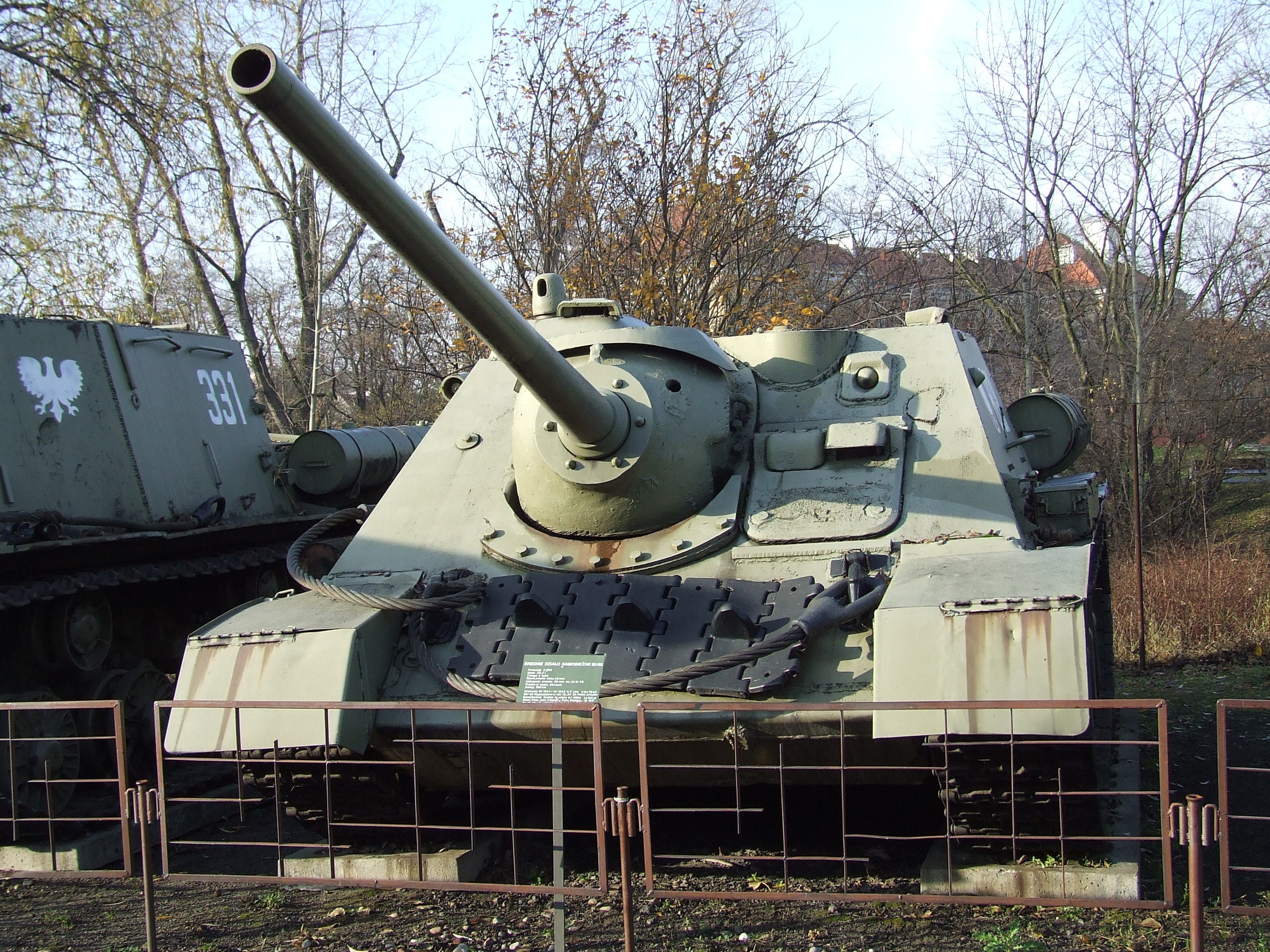
Działo pancerne SU-85

- dowództwo, sztab
- 4 baterie dział pancernych
- kompania fizylierów
- pluton sztabowy
- pluton saperów

Razem w pułku
332 żołnierzy
21 dział panc SU-85, 1 samochód panc BA-64, 30 samochodów, 1 motocykl, 2 radiostacje

## Organizacja pułku artylerii samobieżnej (pancernej) ISU-122
- dowództwo, sztab
- 4 x baterie dział panc
- kompania fizylierów

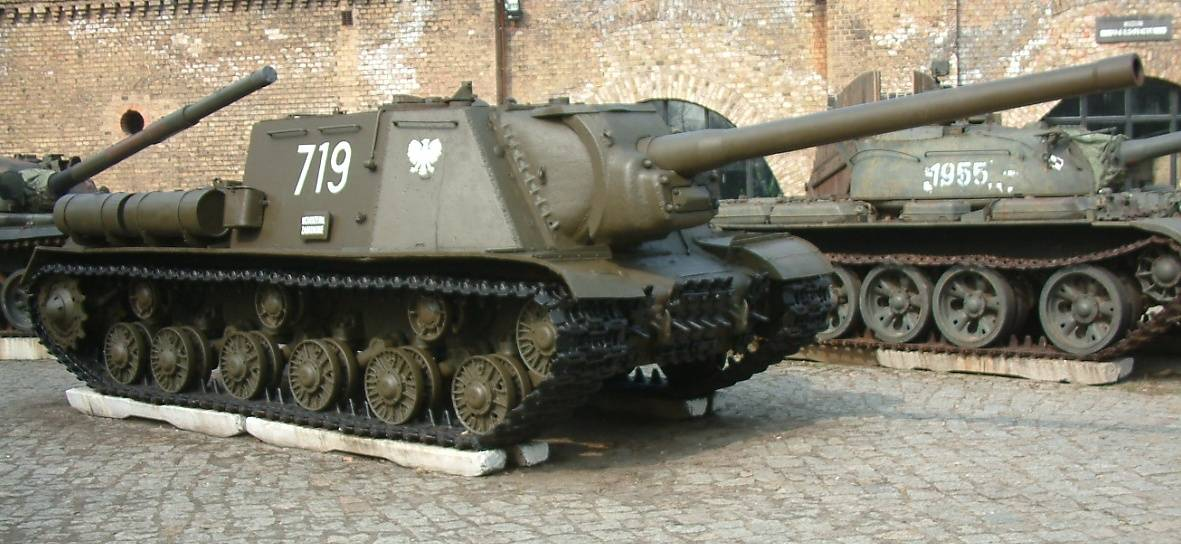
Działo pancerne ISU-122

- kompania zaopatrzenia technicznego
- pluton sztabowy
- pluton saperów

Razem w pułku:
409 żołnierzy
21 dział panc ISU-122, 3 transportery opanc, 4 ckm, 36 samochodów, 1 motocykl, 2 radiostacje

## Organizacja pułku artylerii samobieżnej (pancernej) SU-76
- dowództwo, sztab
- 4 baterie dział panc
- pluton sztabowy
- pluton amunicyjny
- pluton remontowy
- pluton transportowy

Razem w pułku: 250 żołnierzy, 21 dział panc SU-76, 1 samochód panc BA-64, 20 samochodów, 1 motocykl, 2 radiostacje

## Organizacja pułku artylerii przeciwlotniczej
- dowództwo, sztab
- 4 x baterie armat
- kompania wkm
- pluton sztabowy
- pluton amunicyjny

Razem w pułku: 399 żołnierzy, 16 armat plot 37mm, 16 wkm 12,7mm, 32 samochody, 1 motocykl, 7 radiostacji

## Organizacja pułku moździerzy
- dowództwo, sztab
- 2 dywizjony
  - 3 baterie

Razem w pułku: 613 żołnierzy, 36 moździerzy 120mm, 36 rusznic ppanc, 56 samochodów, 1 motocykl, 12 radiostacji

## Organizacja dywizjonu artylerii rakietowej
- dowództwo
- 2x baterie ogniowe
- pluton zwiadu
- pluton łączności
- pluton ochrony

Razem w dywizjonie: 220 żołnierzy, 8 wyrzutni rakietowych M-13, 8 rusznic ppanc, 39 samochodów, 2 motocykle, 4 radiostacje

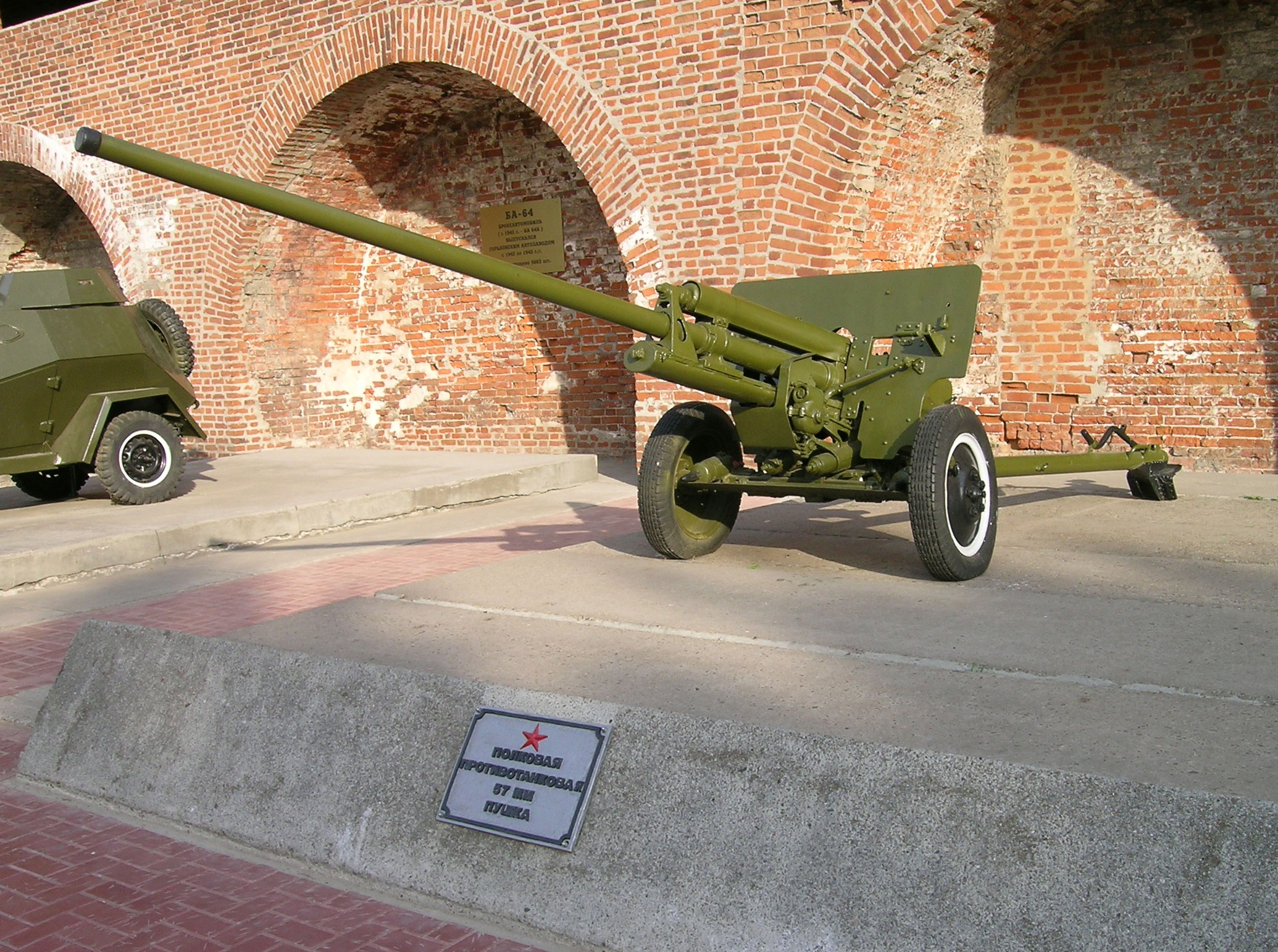
Armata przeciwpancerna ZIS-2

## Organizacja batalionu rozpoznawczego
- dowództwo
- kompania motocyklowa
- kompania czołgów
- kompania transporterów opancerzonych
- bateria ppanc

Razem w batalionie: 459 żołnierzy, 10 czołgów T-34, 11 transporterów opanc, 5 samochodów panc BA-64, 20 samochodów, 46 motocykli, 4 armaty ZiS-2, 4 moździerze 82mm, 11 rusznic ppanc, 29 rkm i ckm, 5 radiostacji.

## Organizacja batalionu łączności
- dowództwo
- kompania sztabowa
- kompania radiowa
- kompania łączności przewodowej

Razem w batalionie: 256 żołnierzy, 5 czołgów T-34, 10 samochodów panc BA-64, 3 transportery opanc, 52 samochody, 6 motocykli, 10 radiostacji, 2 urządzenia telegraficzne

## Organizacja samodzielnego batalionu saperów
- dowództwo
- pluton dowodzenia
- 2 kompanie saperskie
- kompania inżynieryjno-minerska

Razem w batalionie: 487 żołnierzy, 25 samochodów (baon nie posiadał żadnych środków przeprawowych).

## Organizacja samodzielnej kompanii obrony przeciwchemicznej
- dowódca kompanii – por. Roman Marchwicki
- zastępca dowódcy – chor. Władysław Drajczyk [25 III 1945 - 25 VI 1945], chor. Stefan Szymański - [26 VI – 25 X 1945],
- pluton rozpoznania chemicznego (zwiadu i obserwacji) – ppor. Wasyl Siemionow [od 10 IX 1944 – 25 X 1945], – plut. Paszkowski (zginął), plut. Szewała (zginął), st. strz. Janowski (zginął), Kazaniewski (zginął), Smerczyński (zginął), Dereń M., Dereń St., Bernart K., Powulski M., Wojnowski Wł., Kozaniewicz Wł., Głowiak E. - (kierowca), plut. Ryż L. - (kierowca), kpr. Klimek M.
- pluton odkażania sprzętu i uzbrojenia – ppor. Borys Fiodorow [10 IX 1944 – 25 X 1945], – plut. Gawryś Wł., Kiekin M., Marzyński Z., Poznański P., st. strz. Sadowski K., Szczejucha P., Gajewski W., Kupnicki P., Kozdrowski P., st. strz Jandulski P.
- pluton odkażania terenu – ppor. Włodzimierz Czapkin [10 IX 1944 – 07 II 1945], ppor. Stanisław Tomczuk [8 II 1945 – 25 X 1945] – plut. Bielica B., plut. Fiodorowicz E., Żołęski B., Gontarewicz J., Kozakiewicz Wł., Engelniajcz Mak., Stadnik T., Bronczak M., Jakubanek Wł., Dziadekiewicz P., Baran J., Gajewski W. - (kierowca), plut. Bielak St. - (kierowca).
- polowe laboratorium chemiczne – ppor. Włodzimierz Kozłow [7 VII 1944 – 15 X 1944], ppor. Witold Gessing [15 X 1944 – 25 X 1945].
- szef kom. - Popadeńczuk St., pisarz - plut. Kazimierski Syl., inst. sanitarny - kpr. Wilczyński Wł.

Razem w kompanii: 49 żołnierzy, w tym 6 oficerów, 12 podoficerów i 30 szeregowych, 8 samochody, w tym [6 wozów specjalnych (instalacja ARS), 1 wóz Gaz-AA-1, 1 wóz do odkażania budynków, 1 wóz do odkażania mundurów]. Odznaczenia: jeden - order "Krzyż Grunwaldu" III kl., dwa - "Krzyże Walecznych", osiem - "Medali Zasłużeni na Polu Chwały".

## Organizacja klucza samolotów łącznikowych (łączności)
Klucz liczył 3 pilotów i 6 żołnierzy obsługi. Posiadał trzy samoloty Po-2.

## Organizacja samodzielnego batalionu medyczno-sanitarnego
- dowództwo
- pluton rozdzielczy
- pluton szpitalny
- pluton operacyjno-chirurgiczny
- pluton sanitarny
- pluton ewakuacyjny
- pluton gospodarczy

Razem w batalionie: 80 żołnierzy, w tym 29 oficerów, 20 podoficerów, 31 szeregowych, 12 samochodów w tym 7 wozów sanitarnych.
Baon rozwijał korpuśny punkt medyczny (KPM), którego przepustowość jednorazowo wynosiła około 100 rannych, we własnym zakresie leczył około 30 rannych i utrzymywał grupę około 100 rekonwalescentów.

## Organizacja samodzielnej kompanii dowozu MPS
Samodzielna kompania dowozu MPS składała się z czterech 4 plutonów. Liczyła 60 żołnierzy, posiadała 55 samochodów. Jednorazowo mogła przewieźć 105 t paliwa co stanowiło 0,5 korpuśnej jednostki napełnienia.

## Organizacja ruchomej bazy remontu czołgów
- pluton montażu i demontażu
- pluton robót specjalnych
- pluton technicznej i gospodarczej obsługi

Baza liczyła 52 żołnierzy, posiadała 18 samochodów w tym 8 specjalnych, dźwig, 2 motocykle. W ciągu doby mogła wyremontować 8-9 wozów bojowych, w tym 6-7 napraw bieżących i 2 remonty średnie.

## Organizacja ruchomej bazy remontu samochodów
Baza posiadała identyczną strukturę jak baza remontu czołgów. W ciągu doby mogła wyremontować 30-35 samochodów, w tym 25-30 napraw bieżących i 5-6 remontów średnich.

## Organizacja piekarni polowej
- drużyna piekarzy
- drużyna transportowa
- drużyna gospodarcza

Piekarnia wyposażona była w dwa piece piekarskie z możliwością wypieku 7.200 kg chleba na dobę.

## Stan liczebny, uzbrojenie i wyposażenie korpusu
- 12 119 żołnierzy
- 210 czołgów T-34
- 63 działa pancerne
- 56 transporterów opancerzonych Universal Carrier
- 24 samochody pancerne BA-64
- 27 samobieżnych dział przeciwlotniczych M16 MGMC
- 12 armat ZiS-3 76,2mm
- 16 armat ppanc ZiS-2 57mm
- 12 armat ppanc 45mm
- 16 armat plot 37mm
- 94 moździerze 82 i 120mm
- 8 wyrzutni pocisków rakietowych
- 198 rusznic ppanc
- 32 wkm 12,7mm
- 318 rkm i ckm
- 4 935 pistoletów maszynowych
- 1459 samochodów
- 183 motocykli
- 3 samoloty łącznikowe Po-2
- 119 radiostacji